# Annarita Zambrano
Annarita Zambrano, née à Rome, est une réalisatrice italienne.

## Biographie
Annarita Zambrano est née à Rome et vit à Paris. Ses courts-métrages ont été en compétition aux principaux festivals de cinéma : Festival de Cannes, Quinzaine des Réalisateurs, Mostra de Venise, Berlinale.
En 2013, elle a réalisé pour la Rai et Ciné+ L’Âme noire du Guépard, documentaire sur le chef-d'œuvre de Luchino Visconti.
En 2017, Après la guerre, son premier long-métrage, est primé sur scénario dans le cadre de l'Aide à la Création de la Fondation Gan pour le Cinéma.

## Filmographie partielle
- 2009 : À la lune montante, court métrage[2]
- 2010 : Tre ore, court métrage
- 2011 : 
  - Ma vision du monde   , court métrage
  - Dans la cour des grands , court métrage
- 2012 : 
  - L'Heure bleue, court métrage
  - Schengen, court métrage
- 2013 : Ophelia , court métrage
- 2017 : Après la guerre, long métrage[3]
- 2023 : Rossosperanza, long métrage

## Distinctions
- Après La Guerre : Nomination dans la section Un certain regard au festival de Cannes 2017[4] ;
- Rossosperanza : Prix du jury jeune Pass Culture de la 14e édition du Festival Écrans Mixtes en 2024.